# Caribil Uatar
Caribil Uatar (em árabe: كربئيل وتر بن ذمر علي; romaniz.: Karibil Watara ibn Zamir Yanuf‎) foi o 32º Rei de Sabá. Ele às vezes é considerado o fundador do reino propriamente dito, pois foi responsável ela mudança do título de governante de mucarribe para maleque (rei). 

## Histórico
Caribil Uatar, foi filho de Zamir Ali Ianufe, que reinou no início do século VII a.C. Caribil mudou seu título de mucarribe (próximo a Deus) para maleque (rei). Caribil Uatar é mencionado em uma das inscrições mais longas e importantes dos sabeus, localizada no Grande Templo de Almacá, em Chabua, a 40 quilômetros a oeste de Maribe. 
A Inscrição de Chabua, composta por vinte linhas, descreve as campanhas militares lideradas por Caribil Uatar. Desde a primeira linha da inscrição, parece que o autor ficou deslumbrado com suas extensas e numerosas vitórias. 
Caribil iniciou suas campanhas atacando terras ocidentais de Maribe, matando e capturando milhares de seus inimigos. Então ele concentrou sua atenção na conquista de portos e terras marítimas no sudoeste, a fim de enfraquecer o Reino de Auçã. 
Ele continuou seu avanço para chegar às terras de Auçã, que controlava as regiões sul até as margens do Mar Vermelho. Caribil ordenou que seus soldados lançassem suas espadas sobre o povo de Auçã, matassem e capturassem milhares deles, e queimassem todas as suas cidades até o mar. 
Após Auçã os Mineus se tornaram seu próximo adversário. Caribil atacou cidades como "Nestum" (Naxã) e as incendiou. Posteriormente, sitiou a cidade de "Nesco" (Naxaque) por três anos. O resultado do cerco foi uma derrota humilhante dos mineus e a anexação de todas as suas terras aráveis e represas, e um tributo foi imposto ao deus Almacá. 
Sua última campanha foi ao norte de Jaufe, próximo a Najrã. O ataque resultou em cinco mil mortos, na escravização de doze mil crianças e no saque de mais de duzentos mil bovinos. 